# Grabfeld (Gemeinde)
Grabfeld település Németországban, azon belül Türingiában. Lakosainak száma 5513 fő (2023. december 31.).

## Népesség
A település népességének változása:
| Lakosok száma | 5337 | 5653 | 5610 | 5582 | 5513 |
|               | 2017 | 2019 | 2021 | 2022 | 2023 |